# Teenage Mutant Ninja Turtles III: The Manhattan Project
Teenage Mutant Ninja Turtles III: The Manhattan Project este un joc lansat de Konami pentru sistemul de divertisment Nintendo (Family Computer) din Japonia în 1991 și pentru sistemul de divertisment Nintendo din America de Nord în 1992. Este cea de-a treia iterație a jocului video Țestoasele Ninja. 